# Marián Pochaba
Marián Pochaba (* 28. července 1953) je bývalý slovenský fotbalista, záložník. Po skončení aktivní kariéry působí jako fotbalový funkcionář.

## Fotbalová kariéra
V lize hrál za Slovan Bratislava a ZŤS Petržalka. Nastoupil v 72 ligových utkáních a dal 8 gólů. Se Slovanem získal titul mistra (1975).

## Ligová bilance
| Ročník                                      | Zápasy | Góly | Klub              |
| ------------------------------------------- | ------ | ---- | ----------------- |
| 1. československá fotbalová liga 1974/75    | 2      | 0    | Slovan Bratislava |
| 1. československá fotbalová liga 1975/76    | 1      | 0    | Slovan Bratislava |
| 1. československá fotbalová liga 1977/78    | 14     | 0    | Slovan Bratislava |
| 1. československá fotbalová liga 1981/82    | 30     | 4    | ZŤS Petržalka     |
| 1. slovenská národní fotbalová liga 1982/83 | 28     | 11   | ZŤS Petržalka     |
| 1. slovenská národní fotbalová liga 1983/84 | 29     | 19   | ZŤS Petržalka     |
| 1. československá fotbalová liga 1984/85    | 25     | 4    | ZŤS Petržalka     |
| 1. slovenská národní fotbalová liga 1985/86 | 24     | 4    | ZŤS Petržalka     |
| CELKEM 1. liga                              | 72     | 8    |                   |